# Kodachi
Das Kodachi (jap. 小太刀, dt. „kleines Schwert oder kurzes Schwert“) ist eine kürzere Variante des als Tachi bezeichneten japanischen Langschwerts.

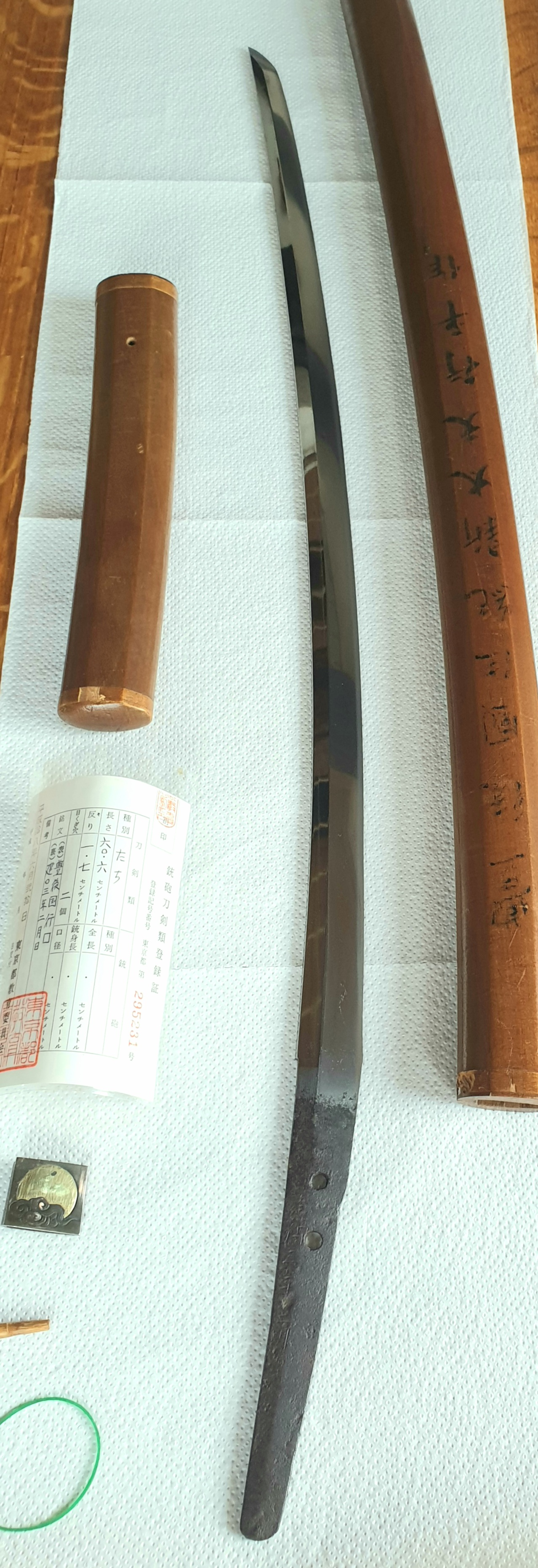
Kodachi von Bungo Yukihira, datiert 1215, Klingenlänge 60,6 cm

## Beschreibung
Die Klingenlänge entspricht etwa der eines langen Wakizashi (Kurzschwerts) und liegt meist zwischen 54 und 65 cm. Kodachi sind seit der frühen Kamakura-Zeit zu identifizieren und verschwinden am Ende der Muromachi-Periode. Das Kodachi wurde ebenso wie das längere Tachi mit der Schneide nach unten in einem Wehrgehänge getragen und entspricht dem Aufbau und der Sugata eines Tachi. Im Laufe der Muromachi-Periode lösten Katana und Wakizashi das Tachi und auch das Kodachi ab, welche mit der Schneide nach oben im Obi (Stoffgürtel) getragen wurden.
Das Kodachi eignet sich besser für den Kampf im Räumen als das teils sehr lange Tachi. Auch deshalb wird allgemein davon ausgegangen, dass das Kodachi, alternativ zum Tantō, als Beischwert zum Tachi getragen wurde. Jedoch gibt es auch Überlegungen, ob es sich um Schwerter für Heranwachsende von höher gestellten Familien oder für Aristokraten handelte, da die meisten erhaltenen Exemplare von Meisterklasse-Schmieden stammen. Es ist aber auch möglich, dass viele andere einfach nicht erhalten sind oder später modifiziert wurden. Zudem ist die Unterscheidung zwischen Kodachi und Wakizashi/Katana nicht immer einfach, da die Schwertmonturen selten erhalten sind und somit keine Rückschlüsse auf die Trageweise gezogen werden können.